# Düwag ET12
Die Elektrotriebwagen RHB 1019–1022 vom Typ ET12 wurden 1967 von den Verkehrsbetrieben Mannheim speziell für den Einsatz auf der meterspurigen Bahnstrecke Bad Dürkheim–Ludwigshafen-Oggersheim beschafft und waren bis in die 2000er Jahre im Einsatz. Die Variante der Duewag-Gelenkwagen trug zu ihrer Bauzeit den Titel längster Straßenbahnwagen der Welt und erhielt bald den Spitznamen „Tatzelwurm“.

## Geschichte
Nach mehreren Gelenktriebwagen mit sechs Achsen in den Jahren ab 1958 bestellten die Verkehrsbetriebe Mannheim am 25. Februar 1966 beim Hersteller Duewag vier zwölfachsige Gelenktriebwagen. Ihre Anlieferung in jeweils zwei Teilen per Eisenbahn erfolgte zwischen Februar (einer) und April (drei) 1967, die Inbetriebnahme am 17. April 1967. Zuvor wurden sie durch die Duewag vor Ort zusammengebaut. Die Fahrzeuge waren zu ihrer Bauzeit die längsten Straßenbahnwagen der Welt. Erst 1994 wurden mit fünf achtachsigen Niederflurwagen längere Fahrzeuge an die RHB geliefert. Die Wagen wiesen die PCC-Front mit geknickt angeordneter Stirnscheibe und Stauraumbelüftung auf.
Gegenüber den Vorgängerzügen aus sechsachsigen Gelenktriebwagen mit sechsachsigen Gelenkbeiwagen konnte durch die durchgehenden Fahrzeuge ein Schaffner eingespart werden, zudem ergab sich ein im Verhältnis geringeres Gewicht. Der Einsatz der langen Fahrzeuge war nur auf Strecken mit einer gleichmäßig hohen Fahrgastzahl wirtschaftlich sinnvoll, weshalb in Tagesrandlagen sowie an Sonn- und Feiertagen über lange Zeit bevorzugt die sechsachsigen Triebwagen ohne Beiwagen eingesetzt wurden. Sie gehörten zunächst buchmäßig den Verkehrsbetrieben Mannheim, ab 1. Juli 1977 den Verkehrsbetrieben Ludwigshafen (VBL). Die Triebwagen 1021 und 1022 wechselten als Ersatz für abgängige Sechsachserzüge ab dem 1. Januar 1988 in das Eigentum der Rhein-Haardtbahn GmbH (RHB), im Jahr 2005 wurden die noch vorhandenen Fahrzeuge in die Rhein-Neckar-Verkehr GmbH (RNV) eingebracht.
Während des über 40-jährigen Betriebes gab es verschiedene Umbauten, z. B. wurde dem Wagen 1022 im Jahr 1993 ein Fahrradabteil eingebaut. Anfangs mit der hellelfenbeinfarbenen Einheitslackierung mit schwarzen Zierstreifen im Einsatz, wurden sie ab 1980 in die RHB-Farben beige mit ockergelben Zierstreifen und Regenrinnen umlackiert, waren ab den 1980er Jahren aber häufig mit Ganzreklame versehen. 

## Technik

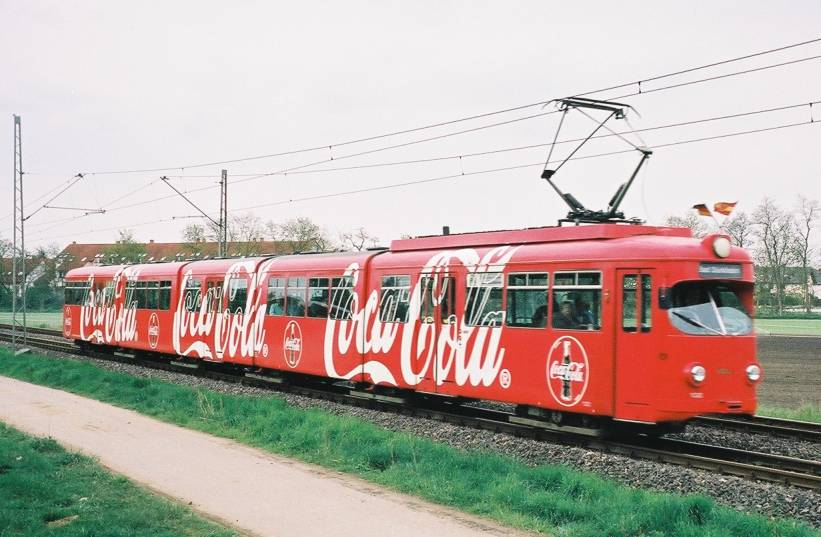
Wagen 1020 im Jahr 2004

Die als Einrichtungswagen gebauten Überlandstraßenbahnwagen bestanden aus fünf Wagenteilen, die am Kuppelende jeweils auf einem Jakobs-Drehgestell ruhten. Diese besaßen Laufradsätze, die Enddrehgestelle waren angetrieben. Die Fahrzeuge besaßen für den Betrieb nach der Eisenbahn-Bau- und Betriebsordnung für Schmalspurbahnen (ESBO) – statt der üblichen Liniensignalanzeige – ein drittes Spitzenlicht sowie eine geringe Anzahl an Türen lediglich im ersten, dritten und fünften Teil. Der Innenraum war mit Trenntüren über dem dritten und fünften Drehgestell in drei Bereiche unterteilt, wobei der im Heck ursprünglich als Raucherbereich diente. Der Stromabnehmer befand sich genau über dem vorderen Triebdrehgestell. 
In jedem Triebdrehgestell war ein längsliegender Gleichstrommotor mit je 150 kW Leistung eingebaut, die beiden Achsen wurden über ein Duewag-Achsgetriebe angetrieben. Das Getriebeübersetzungsverhältnis betrug 5,625:1.

## Verbleib
Schon 2001 wurde Triebwagen 1021 nach einem Unfall verschrottet. Die restlichen Triebwagen blieben noch weitere Jahre im Einsatz. Am 15. November 2009 brannte Triebwagen 1022 und wurde daraufhin abgestellt, 2011 wurde er zusammen mit Triebwagen 1019 verschrottet. Triebwagen 1020 blieb als historisches Fahrzeug erhalten, er wurde ab 2013 in der Zentralwerkstatt der rnv in Mannheim restauriert und 2025 fertiggestellt.